# The Lost Treasures of Infocom
The Lost Treasures of Infocom è una raccolta di avventura testuali pubblicata nel 1991 per Amiga, Apple IIGS, Macintosh e MS-DOS.
La raccolta include venti giochi della Infocom: oltre ai titoli della serie Zork (Zork I: The Great Underground Empire, Zork II: The Wizard of Frobozz, Zork III: The Dungeon Master, Beyond Zork e Zork Zero) sono presenti Ballyhoo, Deadline, Enchanter, The Hitchhiker's Guide to the Galaxy, Infidel, The Lurking Horror, Moonmist, Planetfall, Starcross, Stationfall, Sorcerer, Spellbreaker, Suspect, Suspended e The Witness.
The Lost Treasures of Infocom ha venduto oltre 100 000 copie.